# Hyposmocoma lucifer
Hyposmocoma lucifer là một loài bướm đêm thuộc họ Cosmopterigidae. Nó là loài đặc hữu của Molokai.